# Delahaye Type 7
Der Delahaye Type 7 ist ein frühes Pkw-Modell. Hersteller war Automobiles Delahaye in Frankreich.

## Beschreibung
Die Fahrzeuge wurden zwischen 1901 und 1903 hergestellt. Nachfolger wurde der Delahaye Type 15.
Der Zweizylinder-Ottomotor war in Frankreich mit 12 CV eingestuft. Die Bohrung beträgt 100 mm und der Hub 140 mm. Er leistet 12 PS aus 2199 cm³ Hubraum. Er ist vorn im Fahrgestell eingebaut und treibt die Hinterachse an. Wie schon beim Delahaye Type 5 fällt die Motorhaube nach vorn ab, was einen Kühlergrill auf Motorhöhe verhindert. Der Rohrschlangenkühler befindet sich auf Höhe der Vorderachse.
Der Radstand beträgt 232 cm wie beim ähnlichen Delahaye Type 6. Als einzige Karosseriebauform ist ein Tonneau mit Hecktür wie beim Delahaye Type 8 bekannt. Die Räder sind vorn und hinten mit 75 cm Durchmesser gleich groß. Die Speichen bestehen aus Holz.
Insgesamt entstanden 175 Fahrzeuge.